# Discord
 (transkr. Diskord) je besplatna aplikacija i platforma za digitalnu distribuciju, dizajnirana za zajednice koje se bave igranjem video igara. Specijalizovana je za tekstualnu, slikovnu, video i audio komunikaciju između korisnika na četu. Diskord se može koristiti na Windows, Mac OS, Android, iOS, Linuks i na veb pretraživačima. Od 14. marta 2019. godine postoji preko 250 miliona jedinstvenih korisnika softvera.

## Istorija
Koncept Diskord-a dolazi od Džejsona Citrona, koji je osnovao OpenFeint, platformu za društvene i mobilne igre. Na kraju je prodao OpenFeint kompaniji GREE 2011. godine za 104 miliona dolara. Taj novac je iskoristio 2012. godine da bi osnovao Hammer & Chisel, studio za razvoj igara. Njihov originalni proizvod bio je Fates Forever, objavljena 2014. godine, za koju je Citron očekivao da bude prva MOBA igra na mobilnim platformama, ali nije bila komercijalno uspešna zbog niske popularnosti. Međutim, tokom procesa razvoja, Citron je primetio poteškoće koje je imao njegov tim kada je pokušavao da igra druge reprezentativne igre kao što su Final Fantasy XIV i League of Legends. posebno naglašavajući probleme trenutnih VoIP opcija koje su bile na raspolaganju. Neki VoIP servisi su zahtevali od igrača da dele različite IP adrese samo za povezivanje, dok su drugi servisi kao što su Skajp (engl. Skype) ili TimSpik (engl. Teamspeak) bili teški za resurse i poznate po sigurnosnim problemima. Ovo je dovelo programere do toga da naprave čet servis koji je mnogo praktičniji za korišćenje za današnju modernu tehnologiju.
Da bi razvio Discord, Hammer & Chisel je dobio dodatna novčana sredstva od YouWeb-a, Benchmark Capital-a i Tencent-a. YouWeb je takođe pomogao oko novčanih sredstava da bi se osnovao Hammer & Chisel.
Discord je javno objavljen u maju 2015. Prema Citronu, jedina oblast u koju su fokusirali Discord je bila za Redit zajednice, otkrivajući da su mnogi subreddit forumi zamenjivali IRC servere sa Discord serverima. Discord je postao popularan kroz e-sportove, LAN turnire i preko drugih Tvič (engl. Twitch) strimera.
Kompanija je u januaru 2016. prikupila dodatnih 20 miliona dolara za softver. Američki multinacionalni masovni mediji i konglomerat u industriji zabave Warnermedia investirao je u Discord.
U decembru 2018. godine kompanija je objavila da je prikupila 150 miliona dolara investicija na već postojećih 2 biliona dolara vrednosti. Rundu pregovora je vodio Greenoaks Capital sa još Firstmark, Tencent, IVP, Index Ventures i Technology Opportunity Partners kompanijama.

## Softver
koristi metafore servera i kanala sličnim IRC-u iako se ovi serveri ne mapiraju na tradicionalni hardver ili virtuelne servere zbog njegove distribuirane prirode. Korisnik može kreirati server na Discord-u, upravljati vidljivošću, pristupom i kreirati jedan ili više četova u okviru ovog servisa. U okviru servera, u zavisnosti od kontrole pristupa, korisnici mogu kreirati četove unutar okvira kategorija, sa vidljivošću i pristupom kanalima koji se takođe mogu prilagoditi serveru. Jedna od takvih prilagođavanja je mogućnost označavanja kanala "nsfw" oznakom, koja prisiljava gledaoce koji prvi put pristupaju kanalu da potvrde da su stariji od 18 godina i voljni da vide takav sadržaj. Pored normalnih tekstualnih kanala, serveri Discord-a mogu kreirati glasovni čet-kanal.
Svaki korisnik Discord-a ima jedinstveni četvorocifren kod za identifikaciju, sa znakom "#" nakon korisničkog imena. Ovo omogućava većem broju korisnika da imaju isto korisničko ime i da korisnici lako pronalaze prijatelje.
I na nivou servera i na nivou korisnika, Discord dozvoljava korisnicima da svoje naloge povežu sa svojim Tvič nalozima ili nalozima sa socijalnih mreža ili platformi za igre. Ove integracije pružaju jedinstvene alate za razmenu poruka u aplikaciji: na primer, Discord može da odredi igru koju korisnik trenutno igra na Stim-u ako su povezali svoj nalog.
Discord klijent je izgrađen na Electron okviru koristeći veb tehnologije, koja mu omogućava da bude multiplatforma i da radi na vebu i kao instalirana aplikacija na personalnim računarima. Softver je podržan od strane jedanaest centara podataka širom sveta kako bi kašnjenje kod klijenata bilo minimalno. Discord je specijalno dizajniran za upotrebu tokom igranja igrica, jer uključuje funkcije kao što su sitna kašnjenja, besplatni glasovni čet serveri za korisnike i povezana infrastruktura servera. Programeri Discord-a takođe su dodali video pozive i deljenje ekrana u 2017. godini. Podrška za pozive između dva ili više korisnika dodata je u ažuriranju 28. jula 2016. U decembru 2016. godine kompanija je predstavila svoj GameBridge API, koji omogućava programerima igara da se direktno integrišu sa Discord-om unutar igara. Dokumentacija Git repozitorijuma za API Discord nalazi se na  GitHub-u.
Discord obezbeđuje delimičnu podršku za obogaćeni tekst preko Markdown sintakse.  koristi Opus audio format, koji ima malu stopu kašnjenja i dizajniran je za kompresiju govora.
Iako je sam softver bez ikakvih troškova, programeri su istraživali načine da ga unovče, sa potencijalnim opcijama koje uključuju plaćene opcije za prilagođavanje kao što su emotikoni ili nalepnice. U januaru 2017. godine, prva pretplata i karakteristike su objavljene sa Discord Nitro Classic-om [ranije samo Discord Nitro]. Za mesečnu pretplatu od 4,99 dolara, korisnici mogu dobiti animirani avatar, koristiti prilagođene i / ili animirane emotikone na svim serverima (ne-nitro korisnici mogu koristiti samo prilagođene emotikone na serveru na kom su dodati), povećan maksimum veličine datoteka koje se aplouduju (sa 8 MB na 50 MB), mogućnost prikaza u većim rezolucijama, mogućnost izbora ličnog identifikacionog broja (od # 0001 do # 9999) i jedinstvene profilne bedževe, Oktobra 2018. godine, nekadašnji Discord Nitro je preimenovan u Discord Nitro Classic, a novi Discord Nitro košta 9.99 dolara i uključuje pristup besplatnim igrama preko prodavnice Discord igara. Mesečni pretplatnici Discord Nitro Classic-a u vreme uvođenja prodavnice Discord igara bili su nagrađeni Discord Nitro-om, koji traje do 1. januara 2020. godine, a godišnji pretplatnici Discord Nitro Classic dobili su Discord Nitro do 1. januara 2021. Programeri tvrde da, iako će tražiti načine da unovče softver, nikada neće izgubiti svoje osnovne karakteristike. Funkcija video poziva i deljenja ekrana dodata je u Discord, prvo preko male testne baze u avgustu 2017. godine i za sve korisnike u oktobru 2017. godine. Iako su ove funkcije slične deljenju sadržaja uživo kao na platformi kao što je Tvič, kompanija ne planira da se takmiči sa ovim servisima, verujući da će ove karakteristike najbolje koristiti male grupe.
U oktobru 2017. Discord je ponudio verifikaciju servera programerima igrica, izdavačima i kreatorima sadržaja, dozvoljavajući im da prikažu zvanični status svog servera uz pomoću "verifikacione kvačice" nakon što su potvrdili svoj identitet sa timom Discord-a. Programeri i izdavači sa verifikovanim serverima mogu da koriste podatke iz Discord-a za kreiranje "sveprisutnosti" (engl. rich presence) unutar svojih igara, omogućavajući igračima da povežu svoj profil igre sa svojim Discord profilom. Do kraja 2017. godine, verifikovano je oko 450 servera, sa oko 20 servera koji koriste funkcije "sveprisutnosti" (engl. rich presence).
Majkrosoft (engl. Microsoft) je u aprilu 2018. objavio da će pružiti podršku za korisnike Xbox Live-a, dozvoljavajući im da povežu svoje Discord i XboX Live profile tako da se mogu povezati sa svojom Xbox Live listom prijatelja kroz Diskord.

### Digitalna distribucija
U avgustu 2018. godine, Discord je pokrenuo beta verziju prodavnice igara, omogućavajući korisnicima da kupuju setove igara koje su izabrane i organizovane od strane Discord-a kroz servis. To će uključivati i skup igara "First on Discord", čiji programeri potvrđuju da je Discord pomogao u njihovom lansiranju, dajući tim igrama 90 dana ekskluzivnosti kupovine na Discord prodavnici. Pretplatnici Discord-a će takođe dobiti pristup rotirajućem setu igara u okviru svoje pretplate, a cena Nitro-a je porasla sa 4.99 na 9.99 dolara mesečno. Izdata je i jeftinija usluga nazvana Nitro Classic koja ima iste prednosti kao i Nitro, ali ne uključuje besplatne igre. Nakon lansiranja Epic Games Prodavnice za igrice, koji je izazvao Valve-ov Steam izlog tako što je samo uzimao prihode od igara od 12%, Discord je objavio u decembru 2018. da će smanjiti vlastiti prihod od igara na 10%.
Da bi još više podržali programere, od marta 2019. godine, Discord je dao mogućnost programerima i izdavačima koji su vodili svoje servere da ponude svoje igre kroz namenski kanal na svom serveru, sa Discord-om koji upravlja obradom i distribucijom plaćanja. Ovo se može koristiti, na primer, da se odabranim korisnicima omogući pristup alfa i beta izdanju igre koja je trenutno u izradi kao alternativa za rani pristup.

## Prijem kod korisnika
Do januara 2016. godine, Hammer & Chisel je tvrdio da je Discord koristio 3 miliona ljudi, sa rastom od 1 miliona mesečno, dosegnuvši 11 miliona korisnika u julu te godine. Do decembra 2016. godine kompanija je objavila da ima 25 miliona korisnika širom sveta. Do kraja 2017. godine, servis je privukao skoro 90 miliona korisnika, sa oko 1,5 miliona novih korisnika svake nedelje. Sa trećom godišnjicom, Discord je potvrdio da ima 130 miliona jedinstvenih registrovanih korisnika. Kompanija je zapazila da, iako se većina njihovih servera koristi za potrebe igranja igara, mali broj je kreiran od strane korisnika za aktivnosti van igranja igara, kao što je trgovanje akcijama, fudbalskoj fantaziji i druge zajedničke interese.
U maju 2016. godine, godinu dana nakon objavljivanja softvera, Tom Marks, koji piše za list PC Gamer, opisao je Discord kao najbolju dostupnu VoIP uslugu. Lifehacker je pohvalio interfejs Discord-a, jednostavnost upotrebe i kompatibilnost platformi.
Povodom proslave četvrte godišnjice: maj 2019, Discord je objavio da ima preko 250 miliona registrovanih korisnika na svojim veb i mobilnim platformama. Kompanija je prijavila 130 miliona registrovanih korisnika za prošli maj. U saopštenju za štampu od 11. maja 2019. godine, kompanija je saopštila da 56 miliona ljudi koristi njihove usluge svakog meseca, šaljući 25 milijardi poruka (850 miliona dnevno). Kompanija je takođe otkrila da njenih top 7 najpopularnijih, verifikovanih servera uključuje: Fortnajt (engl. Fortnite), SpellBreak, PUBG Mobile, Clash Royale, Majnkraft (engl. Minecraft), ZombsRoyale i Rainbow 6.

### Zloupotreba
je imao problema sa neprijateljskim ponašanjem i zloupotrebama unutar četa, dok su neke zajednice beležile i "upade" (preuzimanje servera od strane velikog broja korisnika) od strane drugih zajednica. To uključuje poplavu kontraverznih tema vezanih za rasu, religiju, politiku i pornografiju. Discord je izjavio da imaju planove za implementaciju promena koje bi "oslobodile platformu problema".
Da bi bolje zaštitili svoje korisnike i svoje usluge od ovih događaja, Discord je implementirao tim za poverenje i sigurnost koji je na raspolaganju 24 sata za praćenje servera i odgovaranje na izveštaje. Ovo uključuje bavljenje uznemiravanjem korisnika, serverima koji krše uslove korišćenja Discord-a i zaštitom servera od "napada" i spamova od strane zlonamernih korisnika ili botova. Iako ne nadgledaju direktno poruke, tim za poverenje i bezbednost može da utvrdi zlonamerne aktivnosti u odnosu na obrasce korišćenja usluga i da preduzme odgovarajuće korake, uključujući detaljniju istragu, da bi se bavio tim pitanjem. Diskord planira da proširi ovaj tim kako oni nastavljaju da dobijaju nove korisnike.

### Kontroverzan sadržaj
je stekao popularnost prateći alternativnu desnicu, jer podržava anonimnost i privatnost klijenta. Analitičar Kigan Hankes iz Južnjačkog pravnog centra za siromašne izjavio je: "Prilično je neizbežno biti lider u ovom [alternativna-desnica] pokretu bez učešća na Discord-u". Početkom 2017. godine, izvršni direktor Džejson Citron je izjavio da je Discord bio svestan ovih grupa i njihovih servera. Citron je izjavio da će serveri za koje je otkriveno da su uključeni u nezakonite aktivnosti ili kršenje uslova korišćenja usluga biti zatvoreni, ali ne žele da otkriju nikakve primere.
Nakon nasilnih događaja koji su se desili tokom skupa Ujedinimo desnicu u Charlottesvilleu, u Virginiji 12. avgusta 2017. godine, ustanovljeno je da je Discord korišćen za planiranje i organizovanje belog nacionalističkog skupa. Ovo je uključivalo i učešće Ričarda Spensera i Endrjua Englina, visoko pozicioniranih ličnosti u pokretu. Discord se odazvao zatvaranjem servera koji su podržavali altertnativnu desnicu i krajnju desnicu, i zabranjivanjem korisnika koji su učestvovali. Rukovodioci Discord-a osudili su "belu nadmoć" i "neonacizam" i rekli da te grupe "nisu dobrodošle na Discord-u". Discord je sarađivao sa Južnjačkim pravnim centrom za siromašne da bi identifikovali grupe koje šire mržnju korišćenjem Discord-a i zabranile tim grupama korišćenje Discord-ovih servisa. Od tada, nekoliko neonacističkih i alternativno desničarskih servera je zatvoreno od strane Discord-a, uključujući i one kojima upravljaju neonacističke, terorističke grupe: Atomvaffen divizija, Nordijski pokret otpora (engl. Nordic Resistance Movement), Gvozdeni marš (engl. Iron march) i Evropski osvajači (engl. European domas).
U januaru 2018. godine, novine Dnevne zveri (engl. The Daily Beasts) je izvestila da je pronašla nekoliko servera Discord-a koji su bili posebno angažovani u distribuciji osvetničke pornografije i olakšavanju stvarnog zlostavljanja žrtava ovih slika i video snimaka. Takve akcije su protiv uslova korišćenja Discord-a i Discord je isključio servere i zabranio je korisnike identifikovane na ovim serverima, ali jednostavnost stvaranja novih naloga i servera dozvoljava da se takvi serveri nastave širiti.
U julu 2018. godine, Discord je ažurirao svoje uslove korišćenja kako bi zabranio crtanu pornografiju sa maloletnim subjektima. Pokret društvenih medija naknadno je kritikovao Discord zbog selektivnog dopuštanja sadržaja sa maloletnicima, ili maloletne furi pornografije, pod istim smernicama. Moderatori Discord-a su smatrali da je "maloletna pornografija" odvojena od lolikona i šotikona, jer je "dozvoljena sve dok je ispravno označena.". Februara 2019. godine Discord je izmenio i popravio smernice kako bi sadržale "ne-čovekolike životinje i mitološka bića sve dok se čini da su maloletna" u svojoj listi nedopuštenih kategorija, uz objavljivanje periodičnih izvještaja o transparentnosti radi bolje komunikacije s korisnicima.

## Spoljašnje veze
- Zvanični sajt